# Lars Nieberg
Lars Nieberg (ur. 24 lipca 1963 w Wittingen) – niemiecki jeździec sportowy, dwukrotny złoty medalista olimpijski. 
Startował w skokach przez przeszkody. Oba medale wywalczył jako członek zwycięskiej drużyny. Stawał na podium mistrzostw świata i Europy, był mistrzem Niemiec (1995). 

## Starty olimpijskie (medale)
Atlanta 1996
- konkurs drużynowy (na koniu For Pleasure) -  złoto

Sydney 2000
- konkurs drużynowy (For Pleasure) -  złoto